# Шюц, Ута
Ута Шюц (нем. Uta Schütz; род. 8 августа 1955, Мёрленбах, Гессен) — западногерманская пловчиха. Участница летних Олимпийских игр 1972 года.

## Биография
Ута Шюц родилась 8 августа 1955 года в западногерманской общине Мёрленбах.
Выступала в соревнованиях по плаванию за «Никар» из Гейдельберга. 11 раз становилась чемпионкой ФРГ: четырежды на дистанции 400 метров вольным стилем (1971—1974), трижды — на дистанции 800 метров вольным стилем (1971—1972, 1974), дважды — на дистанции 400 метров комплексным плаванием (1973—1974), по разу — на дистанции 200 метров вольным стилем (1971) и баттерфляем (1973).
В 1972 году вошла в состав сборной ФРГ на летних Олимпийских играх в Мюнхене. На дистанции 200 метров вольным стилем заняла 15-е место, показав результат 2 минуты 12,84 секунды и уступив 3,83 секунды худшей из попавших в финал Карин Тюллинг из ГДР. На дистанции 400 метров вольным стилем стала 10-й (4.34,67), уступив 4,73 секунды худшей из попавших в финал Анке Рейндерс из Нидерландов. На дистанции 800 метров вольным стилем заняла 10-е место (9.22,93), уступив 4,98 секунды худшей из попавших в финал Нарелл Морас из Австралии.